# Paipix
 (février 2024).
Linux PaiPix est une compilation développée à partir de Kanotix et Knoppix. Ces deux dernières sont des distributions basées sur GNU/Debian. PaiPix peut être utilisée pour toute application mais a été conçue pour l'enseignement des technologies de l'information et de l'instrumentation. PaiPix supporte aussi le calcul distribué (PaiPix-terminalserver) pour des serveurs de données, les fermes de calcul et les laboratoires de simulation. 

PaiPix, comme Knoppix, ne requiert pas d'installation sur le disque dur et peut être exécutée à partir d'un CD (liveCD). Elle supporte un grand nombre de cartes graphiques, cartes son, contrôleurs de disque, interfaces réseau, etc.
Cette distribution a été créée et maintenue par António Amorim de la faculté des sciences de l’université de Lisbonne (Portugal). La dernière version (5.0) est disponible, depuis mars 2006, et comporte un DVD image ISO de 1,8Gb pour les architectures i386 et AMD64. La sélection officielle de langues comportant : le Portugais, l’Anglais, le Français, l’Allemand et l’Italien.